# Aqua Centurions
Los Aqua Centurions (en español: Agua Centuriones) es un equipo italiano de natación profesional, que participa en la Liga Internacional de Natación. Tiene sede en la ciudad de Roma y se fundó en 2019.

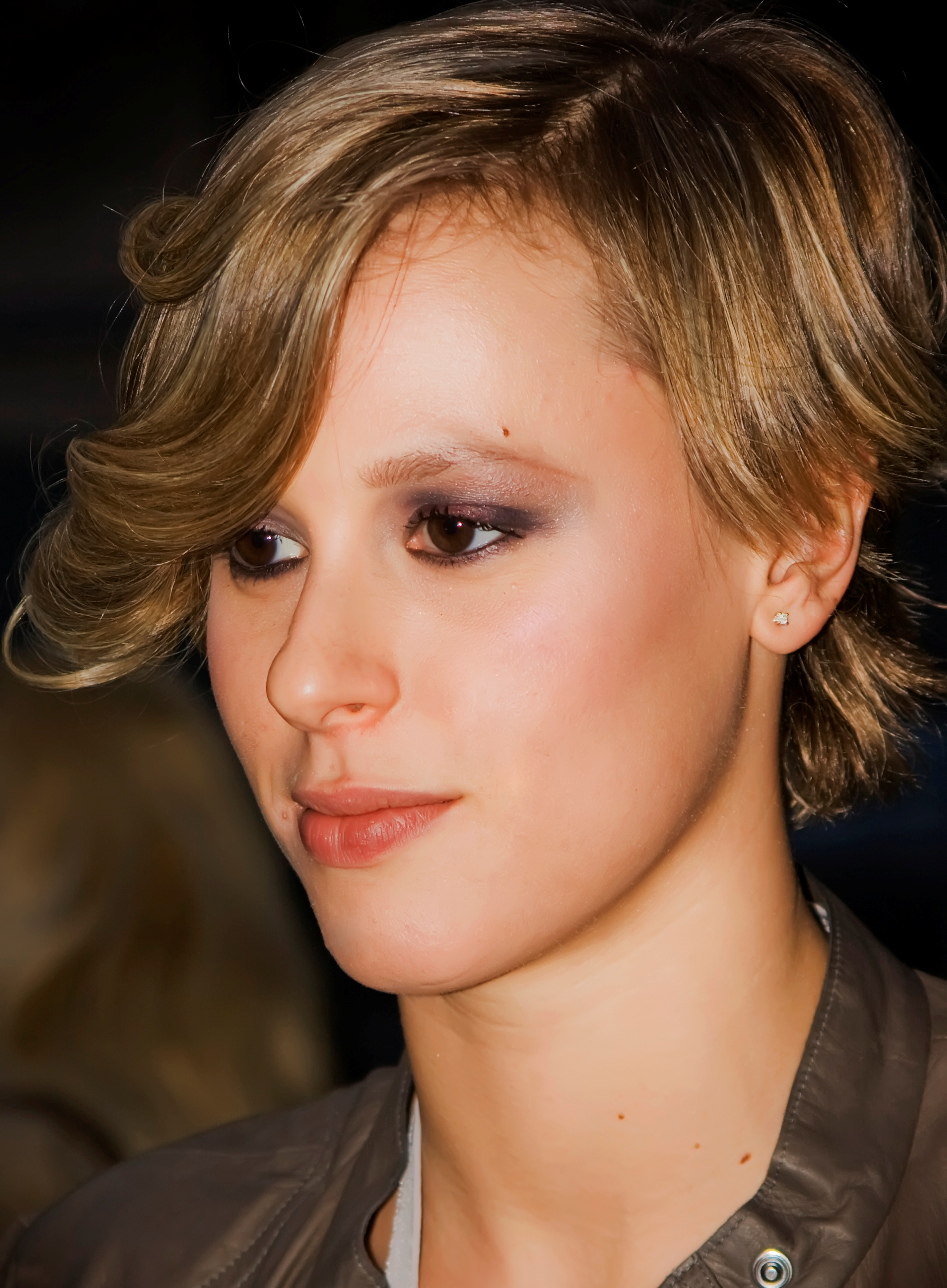
Federica Pellegrini, capitana.

## Historia
La franquicia es una de las fundadoras de la ISL, habiéndose formado en 2019.
En la temporada inaugural acabaron penúltimos, solo por delante de los New York Breakers.
Debido a la pandemia de COVID-19 se restringieron sedes y toda la temporada 2020 se llevó a cabo en la ciudad de Budapest, utilizando durante el torneo la Arena Danubio. Aqua Centurions reforzó sus filas contratando al destacado fondista Mijailo Romanchuk, pero incluso con el ucraniano terminó último.

## Plantel 2021
Se indica solo el estilo más destacado del nadador.

### Mujeres
| Nadadora            | Edad    | Estilo  |
| ------------------- | ------- | ------- |
| Georgia Bohl        | 27 años | Espalda |
| Lidón Muñoz         | 29 años | Crol    |
| Larissa Oliveira    | 32 años | Medley  |
| Federica Pellegrini | 36 años | Crol    |
| ?                   | 34 años | ?       |

### Varones
| Nadador           | Edad    | Estilo |
| ----------------- | ------- | ------ |
| Breno Correia     | 26 años | Crol   |
| Mijailo Romanchuk | 28 años | Crol   |
| Fabio Scozzoli    | 36 años | Pecho  |
| ?                 | 34 años | ?      |

## Desempeño
El equipo nunca logró avanzar a la fase final de la competición, finalizando en los últimos lugares.